# Armèria marina
L'armèria marina (Armeria maritima), és una espècie de planta amb flors del gènere Armeria dins la família de les plumbaginàcies nativa de la zona subàrtica i de la zona temperada de l'hemisferi nord.
Addicionalment pot rebre el nom de gasó marítim.

## Descripció
Planta herbàcia perennifòlia que forma coixinets, fulles linears de color verd fosc d'entre 10 i 150 mm de llargària i entre 0,4 i 2,5 mm d'amplada. Tija floral de fins a 30 cm, a seu extrem hi ha una inflorescència en forma de cima, les flors tenen una corol·la formada per cinc pètals de color entre porpra i rosa, de vegades blanc. El fruit és una càpsula que conté una única llavor.

## Taxonomia

### Subespècies
Aquesta espècie té les següents subespècies:
- Armeria maritima subsp. azorica Franco
- Armeria maritima subsp. barcensis (Simonk.) P.Silva
- Armeria maritima subsp. californica (Boiss.) A.E.Porsild
- Armeria maritima subsp. elongata (Hoffm.) Bonnier
- Armeria maritima subsp. interior (Raup) A.E.Porsild
- Armeria maritima subsp. maritima
- Armeria maritima subsp. purpurea (W.D.J.Koch) Á.Löve & D.Löve
- Armeria maritima subsp. sibirica (Turcz. ex Boiss.) Nyman

### Sinònims
Els següents noms científics són sinònims d'Armeria maritima:
- Armeria elongata var. maritima (Mill.) Skottsb.
- Armeria vulgaris var. maritima (Mill.) Hartm.
- Statice armeria subsp. maritima (Mill.) P.Fourn.
- Statice maritima Mill.